# HC Peel en Maas
HC Peel en Maas is een Nederlandse hockeyclub uit de Limburgse plaats Panningen.
De club werd opgericht op 28 mei 1974 en ging door het leven als MHC Helden tot 2009, toen zij haar naam naar de nieuwe fusiegemeente veranderde. Peel en Maas speelt op een terrein aan de Irenestraat. Het eerste herenteam komt in het seizoen 2012/13 uit in de Derde klasse en het eerste damesteam komt uit in de Vierde klasse van de KNHB.